# Sune Melker
Sune Melker (egentligen Erik Sune Jansson), född den 4 augusti 1920 i Gustav Vasa församling i Stockholm, död i samma stad den 8 oktober 1972, var en svensk sångtextförfattare.
Sune Melkers insatser som låtmakare omfattar bland annat "Perssons orkester från Alingsås" (använd i filmen Peggy på vift 1946) och "Rallarevalsen" (båda skrivna tillsammans med Leon Landgren) samt "Då börjar fåglarna sjunga" (tillsammans med Erling Grönstedt). Han medverkade också 1950 som sångare på två skivsidor med Willard Ringstrands orkester: "Den förälskade trumpetaren" och "K-K-K-Katy" (utgivna på Telefunken A 3136 samt även på Musica med samma katalognummer).